# دانيلي راغاتزو
دانيلي راغاتزو (بالإيطالية: Daniele Ragatzu)‏ (21 سبتمبر 1991 بكالياري في إيطاليا - ) هو لاعب كرة قدم إيطالي في مركز الهجوم. شارك مع منتخب إيطاليا تحت 16 سنة لكرة القدم ومنتخب إيطاليا تحت 17 سنة لكرة القدم. أما مع النوادي، فقد لعب مع نادي برو فيرتشيلي ونادي ريميني ونادي كالياري وهيلاس فيرونا ونادي غوبيو ولانشانو كالتشيو 1920 ‏.

## روابط خارجية
- دانيلي راغاتزو على موقع قاعدة بيانات كرة القدم.إي يو (الإنجليزية)
- دانيلي راغاتزو على موقع Soccerway.com (الإنجليزية)
- دانيلي راغاتزو على موقع عالم كرة القدم.نت (الإنجليزية)
- دانيلي راغاتزو على موقع AS.com (الإسبانية)